# Jens Spahn
Pour les articles homonymes, voir Spahn.
Jens Spahn est un homme politique allemand, né le 16 mai 1980 à Ahaus (land de Rhénanie-du-Nord-Westphalie, alors en Allemagne de l'Ouest). Député CDU du Bundestag à compter de 2002, où il représente la circonscription « Steinfurt I - Borken I (de) » (dans laquelle se trouve sa ville de naissance), il est ministre fédéral de la Santé de mars 2018 à décembre 2021, notamment pendant les deux premières années de la pandémie de Covid-19.
Élu à 22 ans seulement, Spahn est le plus jeune député à avoir jamais été élu au Parlement allemand. Il a ensuite été constamment réélu au Bundestag. Il participe activement à la réforme des retraites, étant membre du Comité sur la santé, président du Groupe de travail sur la santé et les politiques de santé. Il est aussi porte-parole du groupe parlementaire CDU/CSU sur la santé.
Depuis le 5 mai 2025, Spahn est chef du groupe parlementaire CDU/CSU au Bundestag.

## Biographie

### Formation
Jens Spahn obtient son baccalauréat à l’école épiscopale Canisius de Ahaus. En 2001, il termine un parcours d’apprentissage dans le secteur bancaire au sein de la Westdeutsche Landesbank, oui il est  employé jusqu’en 2002. Il commence en 2003 des études de science politique et de droit à l'université par correspondance d'Hagen (de), obtenant sa licence en 2008.

### Vie privée
De confession catholique, Jens Spahn évoque pour la première fois son homosexualité lors d’une interview au Süddeutsche Zeitung en juillet 2012.
Le 22 décembre 2017, au Borbeck Palace d’Essen, devant le maire Thomas Kufen, il épouse Daniel Funke, journaliste au magazine Bunte,.

## Parti politique
Jens Spahn devient membre de la Junge Union (JU, ou Union Jeune) en 1995, à 15 ans. Il rejoint la CDU deux ans plus tard, en 1997. Il est président de l’Union Jeune du district de Borken de 1999 à 2006. En 2005, il devient également président de la section CDU du district de Borken, qui compte alors 6 500 membres[réf. souhaitée].
En 2018, il est candidat malheureux à la présidence de la CDU, contre Annegret Kramp-Karrenbauer (élue) et Friedrich Merz.

## Député
Jens Spahn est membre du conseil municipal d’Ahaus, sa ville de naissance, à partir de 1999. Il est élu député de la circonscription « Steinfurt I - Borken I (de) », dans le land de Rhénanie-du-Nord-Westphalie, en 2002, devenant le plus jeune député du Bundestag. À partir de novembre 2005, il devient vice-président du groupe de travail CDU/CSU sur la santé, en même temps qu’il préside le Comité sur la santé du groupe parlementaire CDU/CSU. Il est aussi membre du groupe de travail de la coalition CDU/CSU-SPD, qui met en œuvre la réforme des retraites en 2007. À partir de 2009, il est aussi président du groupe de travail sur la santé et les politiques de santé, ainsi que le porte-parole du groupe parlementaire sur la santé CDU/CSU.
Jens Spahn est aussi membre du Comité sur le budget. Il fait partie du « Groupe des jeunes » du groupe parlementaire CDU/CSU. Il cofonde un groupe transpartisan de jeunes députés souhaitant inscrire l’objectif de l’égalité intergénérationnelle dans la Loi fondamentale.
Jens Spahn remporte trois élections consécutives en 2002, 2005 et 2009 dans la circonscription de Steinfurt I – Borken I. En 2005, il obtient 51,2 % des voix. Le 27 septembre 2009, Spahn est à nouveau élu, avec 44,5 % des voix.
En plus de ce mandat, Jens Spahn est membre du Bureau de direction de la banque Sparkasse Westmünsterland à partir du 14 décembre 2009.
Depuis l'été 2012, Jens Spahn est engagé aux côtés de douze autres députés en faveur de l'égalité de la loi fiscale pour les personnes ayant souscrit un partenariat de vie. Lors d'un vote public, Jens Spahn défend l'ouverture du mariage aux couples du même sexe ainsi qu'une égalité fiscale, mais le projet de loi reçoit un accueil hostile par les membres de son parti et sera par la suite bloqué.
Il participe à la réunion du Groupe Bilderberg de 2017,.[pertinence contestée]
Proche de l'aile droite de la CDU, il manifeste sa proximité avec l'ambassadeur des États-Unis à Berlin, Richard Grenell, un des principaux relais des réseaux « trumpistes » en Europe. Il est soutenu par une partie du patronat qui exige de nouvelles dérégulations.

## Controverses

### 2008: sur la politique des retraites
En avril 2008, Jens Spahn affiche  son opposition au projet de la Grande coalition d’augmenter les paiements aux retraités, car « ce cadeau » aux « retraités à moyen et long terme » coûterait selon lui « trop d’argent ». Il critique particulièrement l’intervention arbitraire du ministre fédéral du Travail Olaf Scholz qui a eu lieu sous la forme d’une annonce surprise.
Cette déclaration lui vaut de recevoir de fortes critiques, en particulier de la part des Senioren-Union (Union des citoyens séniors). Il fait alors l'objet de nombreuses insultes, entre autres sous la forme de menaces et de lettres anonymes, qu’il ne manque pas de citer dans les médias. La Senioren-Union déclare alors qu’elle mettra tout en œuvre pour empêcher sa réélection. Mais grâce notamment à l’ancien président de la République fédérale Roman Herzog, il est réélu.

### 2009-2010: sur la politique de santé
Lors des négociations de coalitions, Jens Spahn obtient, contre l’avis de certains comme Rolf Koschorrek, l’ajout à la « politique de santé noire et jaune » le remaniement de la direction de l’Institut pour la qualité et l’efficacité des soins (IQWiG). La raison derrière ce « réarrangement de l’équipe de hauts fonctionnaires » est le fait qu’est écrit dans l’accord de coalition que « le travail de l’IGWiG est pris en compte » et que « ses décisions sont respectées ». Ce remaniement intervient au moment où Peter Sawicki, directeur de l’institut, se fait remarquer en s’opposant farouchement à l’introduction de certains médicaments sur le marché. Le journaliste Markus Grill dénonce alors dans un article une “Opération Hippocrate” pour remplacer Sawicki par une personne plus proche et appréciée des industries pharmaceutiques.

### 2021: polémiques sur l'achat de masques ainsi que sur son achat d'une maison à Berlin
Déjà mis en cause pour sa gestion de la pandémie de Covid-19, il est accusé de conflit d’intérêt en mars 2021 pour avoir fait acheter des masques sanitaires FFP2 pour le ministère de la Santé via le groupe de média allemand Burda au printemps 2020. Or, Burda emploie son conjoint, Daniel Funke, comme lobbyiste et directeur de bureau de représentation du groupe à Berlin.
Un rapport d'enquête, révélé en 2025, décrit un ministre qui décide de tout seul, sans respecter les procédures et sans concertation. Il a par exemple fixé lui-même le prix que le gouvernement était prêt à payer pour chaque masque et ignoré les avertissements de ses collaborateurs, qui le mettaient en garde contre des commandes disproportionnées. Au total, son ministère a dépensé six milliards d'euros pour acheter des masques, parfois avec des contrats passés directement avec des entreprises, sans appel d'offre ni négociation, à des prix élevés. Environ les deux tiers des masques commandés n'ont jamais été utilisés. En outre, une grande partie de ces masques n'étaient pas conformes aux normes européennes et ont été distribués aux plus vulnérables, comme les sans-abri, les personnes handicapées ou en situation de pauvreté.
Il a également suscité une polémique avec son achat durant l'été 2020 d'une maison de quatre millions d'euros à Berlin.

## Distinctions
En 2021, le média Politico le classe parmi les 28 personnalités européennes les plus puissantes d'Europe, le distinguant dans la catégorie Doers (« faiseurs »).